# العنف العنصري الجماعي في الولايات المتحدة
العنف العنصري الجماعي في الولايات المتحدة ويسمى أيضًا الشغب العرقي، يشمل أحداثًا متباينة مثل:
- الصراع الطائفي القائم على العرق ضد الأمريكيين الأفريقيين والذي حصل قبل الحرب الأهلية الأمريكية، وهو مرتبط غالبًا بمحاولات تمرد العبيد، وبعد الحرب، مرتبط بالتوترات أثناء إعادة الإعمار والجهود اللاحقة لقمع التصويت الأسود ومؤسسة جيم كرو
- الصراع بين الأمريكيين والمهاجرين الأوروبيين الجدد في القرن التاسع عشر والقرن العشرين
- الصراع بين الأمريكيين الآسيويين والأمريكيين البيض خلال وبعد حمى الذهب، وبلغت ذروتها في المجزرة الصينية لعام 1871 إلى جانب مجزرة روك سبرينغز
- الهجمات على الأمريكيين الأصليين والأمريكيين بسبب الأرض
- القتال المستمر بين المجموعات العرقية المتنوعة في المدن الكبرى، تحديدًا في الشمال الشرقي والغرب الأوسط للولايات المتحدة طوال أواخر القرن التاسع عشر وبدايات القرن العشرين، مثلما تم تصويره في مسرحية موسيقية في عام 1957 بعنوان قصة الحي الغربي والفيلم المقتبس عنها في عام 1961، ويصور الصراع العرقي في نيويورك بين البورتوريكيين والإيطاليين
- أعمال العنف ضد المهاجرين والتي استهدفت الأمريكيين اللاتينيين في القرن العشرين
- أعمال العنف ضد المهاجرين التي استهدفت الكاثوليكيين الإيرلنديين في القرن التاسع عشر
- يوجد نمطان متزامنان لكن متميزان للاضطرابات في عصر الحقوق المدنية: اضطرابات عنصرية ناتجة عن المظاهرات والاحتجاجات مثلما حدث في مسيرة ماركيت بارك إيلينوس في أغسطس عام 1966 أو في انتفاضة غرينسبورو في كارولينا الشمالية، في مقابل أعمال الشغب التي اندلعت في غيتو في الولايات المتحدة (1964-1969)، وتتضمن أعمال شغب صيف عام 1967 الحار والطويل، وأعمال الشغب التي تلت اغتيال كينغ في عام 1968، والتي تسببت بأعمال عنف ونهب وأضرار طويلة الأمد داخل المجتمعات الأمريكية.

## التاريخ

### الإبادة الجماعية للسكان الأصليين في كاليفورنيا
في النصف الثاني من القرن التاسع عشر حرضت حكومة ولاية كاليفورنيا وساعدت وموّلت عمال المناجم والمستوطنين وأصحاب مزارع المواشي والميليشيات الشعبية ليقوموا باستعباد وخطف وقتل وإبادة نسبة كبيرة من الهنود الأمريكيين الأصليين النازحين. كان يشار إلى هؤلاء أحيانًا باحتقار على أنهم «حفارون» بسبب ممارساتهم المتمثلة بحفر الأرض كي يأكلوا جذور النباتات. استخدُمت العديد من سياسات العنف المشابهة ضد السكان الأصليين مثلما فعلت الولايات المتحدة في جميع أنحاء أراضيها. شاركت كل من حكومة ولاية كاليفورنيا والميليشيات الخاصة والمحميات الفيدرالية وأقسام من الجيش الأمريكي في حملة مدروسة للقضاء على هنود كاليفورنيا ودفعت حكومات الولايات والحكومات الفيدرالية ملايين الدولارات للميليشيات التي طاردت الهنود وقتلتهم، وجوعت المحميات الفيدرالية بشكل متعمد الهنود حتى الموت من خلال تخفيض توزيع السعرات الحرارية لهم من 480-910 حتى 160-390، وقتل الجيش الأمريكي من 1680 حتى 3741 من هنود كاليفورنيا أنفسهم. توقع حاكم كاليفورنيا بيتر بيرنيت أن: «حرب الإبادة ستستمر بين العرقين حتى ينقرض العرق الهندي، يجب توقع ذلك. في الحين الذي لا يسعنا فيه أن نتوقع النتائج إلا مع ألم شديد، فإن القدر الحتمي للعرق يفوق قدرة وحكمة الإنسان على تجنبه». خصصت الولاية بين عامي 1850 و1852 نحو مليون دولارًا لأعمال هذه الميليشيات، وخصصت الولاية بين عامي 1854 و1859 نحو 500 ألف دولار أخرى سددت الحكومة الفيدرالية نصفها تقريبًا. أُلفت عدة كتب حول هذا موضوع الإبادة الهندية في كاليفورنيا مثل كتاب الإبادة الجماعية والثأر:
حروب وادي راوند في كاليفورنيا الشمالية لصاحبه لينوود كارانسو وإيستل بيرد، وكتاب ولاية القتل: الإبادة الجماعية للأمريكيين الأصليين في كاليفورنيا، 1846-1873 لصاحبه بيرندان سي.ليندساي، وكتاب إبادة جماعية أمريكية: الولايات المتحدة وكارثة هنود كاليفورنيا، 1846-1873 لصاحبه بينجامين مادلي وغيرها. سبب الكتاب الأخير لمادلي اعتراف حاكم كاليفورنيا جيري براون بالمجزرة. حتى غوينتر ليوي، المشهور بجملته: «في النهاية، لا يمثل المصير المحزن للهنود الأمريكيين جريمة فقط بل مأساةً أيضًا، وينطوي فيه تصادم لا يقبل المساومة للثقافات والقيم»، يعترف أن ما حدث في كاليفورنيا يمكن أن يعتبر إبادة جماعية ويقول: «يمكن في الواقع اعتبار بعض المجازر في كاليفورنيا، التي اعترف فيها كل مرتكبي الجريمة ومؤيديهم برغبتهم في تدمير الهنود ككيان عرقي، بأنها نية للإبادة الجماعية وفقًا لبنود الاتفاقية». قدم حاكم كاليفورنيا غافين نيوسوم اعتذاره عن الإبادة، في خطاب أمام ممثلي الشعب الأمريكي الأصلي في يونيو عام 2019. قال نيوسوم: «هذا ما حدث، إبادة جماعية. لا يوجد طريقة أخرى لوصفها. وهكذا يجب أن تذكر في كتب التاريخ».
قُتل، حسب أحد التقديرات، ما لا يقل عن 4500 من هنود كاليفورنيا بين عامي 1849 و1870. وثق المؤرخ المعاصر بينجامين مادلي أعداد هنود كاليفورنيا الذين قتلوا بين عامي 1846 و1873؛ يقدر أنه خلال هذه الفترة قتل ما لا يقل عن 9400 إلى 16000 من هنود كاليفورنيا على يد غير الهنديين. حدثت معظم الوفيات ضمن أكثر من 370 مجزرة (تعرف أنها: «القتل المتعمد لخمسة أو أكثر من المقاتلين العُزّل أو غير المقاتلين العزل، من ضمنهم نساء وأطفال وسجناء، سواء كان في سياق معركة أو غير ذلك»). يقدر البروفيسور إيد كاستيلو من جامعة ولاية سونوما، أنه قد قُتل كثيرون: «إن ما اقترفته يد فرق الموت المدججة هذه، إضافة إلى القتل العشوائي للهنود على يد أفراد عمال المناجم أدى إلى موت 100 ألف هندي في أول عامين من حمى الذهب».

## العنف ضد المهاجرين والكاثوليك
وقعت أعمال الشغب القائمة على «العرق» بين الجماعات الأصلية في الولايات المتحدة على الأقل منذ القرن الثامن عشر وربما قبل ذلك أيضًا. خلال أوائل القرن التاسع عشر وحتى منتصفه، حدثت أعمال شغب عنيفة خلال أوائل القرن التاسع عشر حتى منتصفه بين البروتستانت «الأهلانيين» والمهاجرين الكاثوليك الإيرلنديين الذين وصلوا مؤخرًا.
وُصفت حركات اليقظة في سان فرانسيسكو في عامي 1851 و1856 بأنها ردود فعل على تفشي الجريمة وفساد الحكومة. لاحظ المؤرخون، منذ أواخر القرن العشرين، أن المعتدين كانوا متحيزين للأهلانيين؛ وهاجموا بشكل منهجي المهاجرين الإيرلنديين، ومن ثم لاحقًا هاجموا المكسيكيين والتشيليين الذي جاؤوا كعمال مناجم خلال حمى الذهب في كاليفورنيا، والمهاجرين الصينيين. كان البيض، خلال أوائل القرن العشرين، يوجهون العنف العرقي أو الإثني إلى الفلبينيين واليابانيين والأرمنيين، الذين وصلوا في موجات الهجرة.
تعرض المهاجرون الإيطاليون للعنف العنصري خلال أواخر القرن التاسع عشر والقرن العشرين. في عام 1891، أُعدم إحدى عشر إيطالي من غير محاكمة من قبل حشد من الآلاف في نيو أورلينز وأُعدم في الجنوب نحو عشرين إيطالي من غير محاكمة في تسعينيات القرن التاسع عشر.

## التطهير العنصري والعرقي
تم ارتكاب تطهير عرقي وإثني على نطاق واسع بعد نهاية الثورة الأمريكية خلال الفترة المبكرة من تاريخ الولايات المتحدة، وخصوصًا ضد الهنود الأمريكيين، الذين أُجبروا على مغادرة أراضيهم ونُقلوا إلى المحميات. ومعهم، تم طرد الأمريكيين من أصل صيني في شمال غرب المحيط الهادئ، والأمريكيين من أصل إفريقي في جميع أنحاء الولايات المتحدة (وخاصة في الجنوب الأمريكي) من بلداتهم تحت تهديد حكم الغوغاء، حيث كانت الجماعات البيضاء غالبًا ما تعتزم إيذاء أهدافها من الأمريكيين من أصل إفريقي.

## الإبادة الجماعية للسكان الأصليين في كاليفورنيا
توقّع حاكم كاليفورنيا، بيتر هاردمان بورنت، في عام 1851 ما يلي:
يجب أن يُتوقَّع أن تستمر حرب الإبادة بين العِرقين حتى ينقرض العرق الهندي. وبينما لا يمكننا أن نتوقع هذه النتيجة إلا بأسى وألم، فإن المصير المحتوم لهذا العرق يتجاوز قدرة الإنسان وحكمته على منعه.

## عصر إعادة الإعمار (1863–1877)
مع نهاية الحرب الأهلية الأمريكية، طالبت القوى السياسية المناهضة للعبودية بمنح الحقوق للعبيد السابقين. وقد أدى ذلك إلى إقرار التعديلين الرابع عشر والخامس عشر، اللذين من الناحية النظرية منحا المساواة وحقوق التصويت للأمريكيين من أصل إفريقي وغيرهم من الذكور من الأقليات. وعلى الرغم من أن الحكومة الفيدرالية أرسلت في البداية قوات إلى الجنوب لحماية هذه الحريات الجديدة، إلا أن فترة التقدّم هذه لم تدم طويلًا. وبحلول عام 1877، كانت الإرادة السياسية في الشمال قد ضعفت تجاه الجنوب، وعلى الرغم من زوال العبودية، فإن قوانين جيم كرو ألغت معظم الحريات التي كانت مكفولة بموجب التعديلين الرابع عشر والخامس عشر. ومن خلال تكتيكات اقتصادية عنيفة وثغرات قانونية، تم إبعاد الأمريكيين من أصل إفريقي تدريجيًا عن عملية التصويت.

## عصر الإعدام دون محاكمة (لينشينغ) وأعمال الشغب العرقية (1878–1939)
يُعرَّف الإعدام دون محاكمة (اللينشينغ) بأنه "نوع من العنف تمارسه مجموعة غوغائية، بحجة تطبيق العدالة دون محاكمة، حيث تُعدم شخصًا مشتبهًا به، غالبًا بعد تعذيبه وتشويه جسده." كان هذا النوع من القتل يتم بطريقة طقسية خاصة، وغالبًا ما كان يشارك فيه معظم أفراد المجتمع الأبيض المحلي. وفي بعض الأحيان، كانت عمليات الإعدام تُعلن مسبقًا، وكانت تتحول كثيرًا إلى عروض علنية يمكن للجمهور مشاهدتها. انخفض عدد حالات الإعدام دون محاكمة في الولايات المتحدة من ثمانينيات القرن التاسع عشر إلى عشرينيات القرن العشرين، لكن كان لا يزال يُسجَّل في المتوسط حوالي 30 حالة سنويًا خلال العشرينيات. وكشفَت دراسة شملت 100 حالة إعدام جرت بين عامي 1929 و1940 أن ما لا يقل عن ثلث الضحايا كانوا أبرياء من الجرائم التي اتُّهموا بها.
نشبت أعمال الشغب العرقية في شيكاغو عام 1919 نتيجة للتوترات التي كانت قائمة في الجانب الجنوبي من المدينة، حيث كان الأمريكيون من أصل إيرلندي والسكان السود يعيشون في مساكن دون المستوى، ويتنافسون على الوظائف في مسالخ المدينة. وكان الأمريكيون من أصل إيرلندي قد عاشوا في المدينة لفترة أطول، كما أنهم نظّموا أنفسهم من خلال الأندية الرياضية والسياسية. اندلع العنف في جميع أنحاء المدينة في أواخر يوليو. وشكّلت الحشود البيضاء، والتي كان العديد منها منظمًا حول أندية رياضية إيرلندية، مجموعات قامت بسحب السود من عربات الترام، وهاجمت أعمالهم التجارية، واعتدت عليهم بالضرب. ورغم أن مسؤولي المدينة أغلقوا نظام الترام، إلا أن أعمال الشغب استمرت. وقد أسفرت الأحداث عن مقتل 23 شخصًا من السود و15 شخصًا من البيض.
وقعت مذبحة تولسا العرقية عام 1921 في حي غرينوود، وهو حي مزدهر يسكنه السود في مدينة تولسا بولاية أوكلاهوما، وكان يضم حوالي 10,000 من السكان السود، وغالبًا ما كان يُطلق عليه "وول ستريت السوداء في أمريكا". بدأت أعمال الشغب العرقية بعد اعتقال ديك رولاند، وهو شاب أسود يبلغ من العمر 19 عامًا يعمل في تلميع الأحذية، في 31 مايو 1921، بتهمة الاعتداء على سارة بيج، وهي مشغّلة مصعد بيضاء تبلغ من العمر 17 عامًا، في متجر كبير. وفي الأول من يونيو، اندلع اشتباك مسلح بين مجموعات من السود والبيض خارج مبنى المحكمة، أسفر عن مقتل 10 من البيض واثنين من السود، مما دفع المجموعة السوداء إلى التراجع إلى حي غرينوود. في أعقاب ذلك، شنّت حشود بيضاء هجومًا على الأعمال التجارية والمنازل والسكان السود في منطقة غرينوود. وأسفر الهجوم عن احتراق أكثر من 35 مربعًا سكنيًا، وإصابة أكثر من 800 شخص، ومقتل ما بين 100 إلى 300 شخص. كما قامت الحرس الوطني في أوكلاهوما باعتقال أكثر من 6,000 من السكان السود، واقتادتهم إلى عدة مراكز اعتقال.